# Abbaye d'Abington
L’abbaye d'Abington, également appelée abbaye d'Owney, de Woney ou de Wotheney (en irlandais : Mainistir Uaithne) est une ancienne abbaye cistercienne, située à l'ouest de l'Irlande. Elle a aujourd'hui totalement disparu.

## Situation
L'abbaye était située près de Murroe (en) à Abington dans la vallée de la rivière Mulkear (en), un petit affluent de rive gauche du Shannon, à une douzaine de kilomètres à l'est de Limerick.

## Histoire

### Première et deuxième fondations
L'abbaye d'Abington est fondée en 1196 à Wyresdale (en), en Angleterre, dans le Lancashire. C'est Theobald Walter (en), fondateur de la dynastie des Butler d'Irlande, et par ailleurs frère de l'archevêque de Cantorbéry, Hubert Walter.
En 1204, l'abbaye s'établit en un nouvel emplacement, en Irlande, mais sur la côte orientale, à Arklow. Cependant, ce dernier site étant peu adapté, les moines sont invités à s'établir dans le site définitif d'Abington, qui s'appelle alors Wothenya (chronique de 1205) ou Wotheney (chronique de 1217), ce qui est une anglicisation du gaélique Uaithne.

### L'abbaye au Moyen Âge
L'abbaye conserve la protection de son fondateur jusqu'à sa mort, en 1206, la même année que le transfert à Abington. Theobald Walter choisit d'ailleurs d'être enterré dans l'abbaye qu'il a contribué à fonder. L'importance du monastère est attestée par l'invitation accordée à au moins treize de ses abbés de siéger au Parlement d'Irlande.
Au XVe siècle, la ferveur a notablement diminué et la commende s'est instaurée, avec une mainmise de fait de la famille O'Mulryan ; les moines se plaignent de la gouvernance de Cornelius O'Mulryan, qui affame les moines et dépouille l'abbaye de ses biens. En 1452, c'est Richard Seymour qui est abbé ; les malversations de son abbatiat (négligence dans l'accomplissement des devoirs liturgiques, aliénation de la propriété de l'abbatiale) l’amènent à faire pénitence. Le croyant sincère, le pape le confirme dans ses fonctions.

### Dissolution du monastère et tentatives de le faire revivre
La dissolution des monastères voulue par Henri VIII touche également l'Irlande en 1540. Mais l'abbé d'Abington, John O'Mulryan, paie une amende de quarante livres pour éviter que l'abbaye ne soit détruite. Elle est tout de même sécularisée et transformée en collège laïc et l'abbé John prend le titre de prévôt. À son tour, ce collège est supprimé en 1553 ; malgré tout, la présence d'une communauté est attestée en 1557, mais l'attribution de l'abbaye à Peter Walsh y met fin en 1562.
Au XVIIe siècle, une communauté monastique habite les lieux et y prie, au moins jusqu'en 1684. Au XVIIIe siècle, l'abbaye est définitivement fermée et ses bâtiments détruits ; les matériaux en sont réutilisés pour la construction d'une maison de maître (qui n'existe plus non plus de nos jours). La destruction est si complète que l'emplacement de l'abbaye médiévale n'est pas certain ; l'hypothèse la plus probable est un emplacement près du cimetière actuel d'Abington, mais n'est pas confirmé.